# Републикански път III-5202
Републикански път IIІ-5202 е третокласен път, част от Републиканската пътна мрежа на България, преминаващ изцяло по територията на Плевенска област, Община Белене. Дължината му е 5 km.
Пътят се отклонява надясно при 84,9 km на Републикански път II-52 в центъра на село Деков и след 5 km завършва в центъра на град Белене.